# West Wyalong
West Wyalong ist eine Stadt mit etwa 2.700 Einwohnern im Zentrum des australischen Bundesstaat New South Wales. Sie liegt 467 Kilometer westlich von Sydney, an der Kreuzung des Newell Highway, zwischen Melbourne und Brisbane, mit dem Mid Western Highway zwischen Sydney und Adelaide. Die Stadt ist der Verwaltungssitz des Verwaltungsgebiets (LGA) Bland Shire.
Die Gegend um West Wyalong ist das größte Getreideanbaugebiet in NSW. Daneben begann hier im Jahr 1907 die Produktion von Eukalyptusöl und West Wyalong ist heute einer der Hauptproduzenten weltweit.

## Geschichte
Die ursprünglichen Bewohner dieser Region waren Aborigines vom Stamm der Wiradjuri, bevor 1817 mit John Oxley der erste Europäer auf einer Inlandsexpedition das Gebiet erkundete. Aber erst nachdem der Oberste Landvermesser der Kolonie Thomas Mitchell die Gegend 10 Jahre später kartographiert hatte, ließen sich 1833 die ersten Siedler nieder. Thomas Mitchell bezeichnete das Gebiet als The Blands der Ursprung des Namens des für das heutige Shire.
Mit der Entdeckung von Gold durch Joseph Neeld im September 1893 erlebt die Region einen Boom. Innerhalb von wenigen Monaten kamen bis zu 12.000 Goldsucher in das davor fast menschenleere Gebiet. In der Folge wurde im Jahr 1894 die Stadt Wyalong geplant. Allerdings hatten in der Zwischenzeit die Goldsucher um die einzige verfügbare Wasserquelle, bekannt als White Tank, ihre Zelte aufgeschlagen und zeigten auch keine Bereitschaft in die neu gegründete Stadt umzuziehen. Daraufhin wurde ein Jahr später 1895 etwas westlich der ursprünglich geplanten Stadt West Wyalong gegründet. Noch heute spiegelt der etwas winklige Verlauf der Hauptstraße den aus dieser Zeit stammenden Bullock Track wider.
Gegen Ende des 19. Jahrhunderts waren die Goldfelder um Wyalong die produktivsten im ganzen Land. Allein 1899 wurden hier 1264 kg Gold abgebaut. Die Ausbeute ging in den folgenden Jahren jedoch immer weiter zurück, bis 1921 der Abbau von Gold komplett eingestellt wurde. Bis dahin konnten insgesamt 12,5 Tonnen Gold gefördert werden. Neuere Verfahren wie etwa die Cyanidlaugung erlaubten es in den 1930er Jahren aus den Abraumhalden weiteres Gold zu gewinnen.
Mit dem Niedergang des Bergbaus wurde West Wyalong immer mehr zum Servicezentrum für die umliegenden Farmen und ist heute das Zentrum des größten Getreideanbaugebiets in New South Wales.
1981 wurde am Lake Cowal, etwa 30 km nördlich der Stadt, die Erkundung von Erzvorkommen wieder aufgenommen und ein vielversprechender Erzkörper entdeckt, der seit 2006 in der Cowal-Goldmine im Tagebau abgebaut wird.

## Söhne und Töchter der Stadt
- Dymphna Cusack (1902–1981), Autorin
- Mark O’Meley (* 1981), Rugbyspieler
- Scott Staniforth (* 1977), Rugbyspieler